# Okręg Szkolny Wołyński
Okręg Szkolny Wołyński (OSW) – jeden z okręgów szkolnych II RP, utworzony rozporządzeniem Ministra Wyznań Religijnych i Oświecenia Publicznego z 3 maja 1922 roku o utworzeniu Okręgu Szkolnego Wołyńskiego z siedzibą kuratora w Łucku, a następnie w Równem.

## Historia
W latach 1919–1920 inspektorem szkolnym okręgu Wołyńskiego w Kowlu był Bolesław Zajączkowski, a w 1920 roku p.o. tymcz. inspektora był Stanisław Rytel. W latach 1921–1922 delegatem ministra W. O. i R. P. i kierownik kuratorium Kazimierz Juszczakowski.
16 maja 1922 roku weszło w życie rozporządzenie o utworzeniu Okręgu Szkolnego Wołyńskiego. Od 1 września 1932 do 31 sierpnia 1937 roku, okręg nazywał się Okręg Szkolny Łucki. Okręg Szkolny Wołyński obejmował teren wołyńskiego.
Kuratorzy wołyńscy.
1922–1923. dr. Władysław Wasung.
1923–1924. Antoni Ryniewicz.
1924–1926. Wincenty Sikora.
1926. Kazimierz Wolbek.
1926. Karol Kostro.
1927–1930. Kazimierz Szelągowski.
1931–1935. Jan Firewicz.
1935–1939. dr. Eustachy Nowicki.

## Obwody szkolne
W 1933 roku Rozporządzeniem Prezydenta Rzeczypospolitej z dnia 4 lipca 1933 r. o organizacji obwodowych władz szkolnych, dla celów administracji w zakresie szkolnictwa, okręgi szkolne zostały podzielone na obwody, zawierające jeden lub więcej powiatów i były zarządzane przez inspektorów szkolnych.
Okręg Szkolny Łucki został podzielony na obwody:
- Obwód dubieński – powiat dubieński.
- Obwód horochowski – powiat horohowski.
- Obwód kostopolski– powiat kostopolski.
- Obwód kowelski – powiat kowelski.
- Obwód krzemieniecki – powiat krzemieniecki.
- Obwód lubomelski – powiat lubomelski.
- Obwód łucki – powiat łucki.
- Obwód rówieński – powiat rówieński i zdołbunowski.
- Obwód sarneński – powiat sarneński.
- Obwód włodzimierski – powiat włodzimierski.

W 1938 roku rozporządzeniem Ministra W. R. i O. P. z dnia 8 lutego 1938 roku w sprawie zmiany rozporządzenia z dnia 14 lipca 1933 r. o podziale okręgów szkolnych na obwody, utworzono Obwód zdołbunowski, obejmujący powiat zdołbunowski.